# Bataille de Dōmyōji
 (septembre 2016).
La bataille de Dōmyōji (道明寺の戦い; Dōmyōji no tatakai), à Osaka qui se déroule le 3 juin 1615, voit l'affrontement de l'armée de l'est de Tokugawa Ieyasu et de l'armée d'Osaka commandée par Toyotomi Hideyori. Cette bataille est l'une des plus importantes dans l'histoire du Japon entre des forces de samouraï. C'est une des nombreuses batailles de la campagne d'été du siège d'Osaka qui amène la chute d'Osaka aux mains des Tokugawa et entraîne la mort de Toyotomi Hideyori.
Une force d'avant-garde de l'armée d'Osaka est commandée par Gotō Mototsugu. Il est accompagné de 2 800 samouraïs et sa mission est de protéger la ville contre l'arrivée d'éléments de l'armée de l'est. La frontière orientale d'Osaka est protégée par la frontière naturelle offerte par la chaîne de montagne Ikoma. Gotō a pour mission de garder la zone près du Komatsu-yama, région vallonnée située près de l'un des rares cols de la montagne. Ce col est créé par la Yamato-gawa qui passe juste au nord du Komatsu-yama. Gotō prévoit d'occuper la partie supérieure des pentes du Komatsuyama et d'empêcher l'ennemi de pénétrer dans les plaines d'Osaka, qui apparaissent une fois passé le Komatsu-yama.

## La bataille
Le 3 juin, Gotō Mototsugu et ses forces se trouvent à Dōmyōji, partie basse des terres au nord du Komatsu-yama sur le côté opposé de la rivière Ishi-gawa, un affluent de la rivière Yamato-gawa. Afin de tenir leurs positions sur le Komatsuyama ils doivent traverser à gué la rivière Ishi-gawa. En outre, les éclaireurs rapportent que l'armée de l'est a quitté le col et remonte les pentes sud du Komatsuyama. 
À 4h00, Gotō Mototsugu et ses samouraïs se précipitent vers le Komatsu-yama afin de repousser les forces Tokugawa. 
À 5h00, Gotō Mototsugu est poussé vers le sommet du Komatsu-yama par une forte attaque de l'ennemi. Pendant tout ce temps, il attend l'arrivée prévue de renforts, mais ceux-ci sont retardés par un épais brouillard. Gotō affronte alors ses ennemis avec une maîtrise devenue quasiment légendaire, chargeant avec ses troupes et se retirant avant de charger de nouveau. 
Puis, à 10h00, Gotō Mototsugu est touché. Sa manière de combattre avait épuisé son cheval, et, alors qu'il l'échange avec l'un de ses suivants, une balle de fusil l'atteint, sans toucher d'organes vitaux, mais le blessant suffisamment pour l'empêcher de combattre. Mototsugu décide alors de commettre seppuku. Avec sa mort, ses forces de samouraïs restantes perdent le contrôle du Komatsuyama et sont obligées de se battre alors qu'elles sont poussées vers le bas de la pente sud du Komatsu-yama et de l'autre côté de la rivière Ishi-gawa. Après que le brouillard s'est dissipé, les forces de l'armée d'Osaka sur le côté sud de la rivière Ishi-gawa apparaissent. Susukida Kanesuke (également connu sous le nom de Iwami Jūtarō) conduit le flanc gauche de l'armée d'Osaka. Après que des avancées des sections de l'armée de l'est ont dégagé la Ishi-gawa et ont monté la douce pente de Dōmyōji, Susukida Kanesuke et ses samouraïs les combattent farouchement, dans une zone près de l'imposante tombe de l'empereur Ingyo. Susukida Kanesuke, qui est en disgrâce à cette époque, se bat vaillamment et meurt au combat en rachetant son honneur.
Sanada Yukimura, qui commande l'armée d'Osaka sur la droite de Susukida Kanesuke, est pris par Date Masamune dans la zone de la tombe de l'empereur Ōjin et du sanctuaire Konda Hachiman. Ce combat commence à environ 12h00 et, à 17h00, Sanada Yukimura prend la décision de commencer la retraite vers le château d'Osaka, ayant déjà perdu deux importants commandants. Tokugawa Tadateru, sixième fils de Tokugawa Ieyasu, reçoit l'ordre de poursuivre les forces de Sanada mais refuse. Son refus a plus tard pour conséquence son exil au mont Kōya.
Sanada Yukimura et son armée se désengagent avec succès en retraite de l'armée de l'ouest.